# Gerona (Filippine)
Gerona è una municipalità di seconda classe delle Filippine, situata nella Provincia di Tarlac, nella Regione di Luzon Centrale.
Gerona è formata da 44 baranggay:
- Abagon
- Amacalan
- Apsayan
- Ayson
- Bawa
- Buenlag
- Bularit
- Calayaan
- Carbonel
- Cardona
- Caturay
- Danzo
- Dicolor
- Don Basilio
- Luna

- Mabini
- Magaspac
- Malayep
- Matapitap
- Matayumcab
- New Salem
- Oloybuaya
- Padapada
- Parsolingan
- Pinasling (Pinasung)
- Plastado
- Poblacion 1
- Poblacion 2
- Poblacion 3
- Quezon

- Rizal
- Salapungan
- San Agustin
- San Antonio
- San Bartolome
- San Jose
- Santa Lucia
- Santiago
- Sembrano
- Singat
- Sulipa
- Tagumbao
- Tangcaran
- Villa Paz